# Phòng Hòa nhạc Thâm Quyến

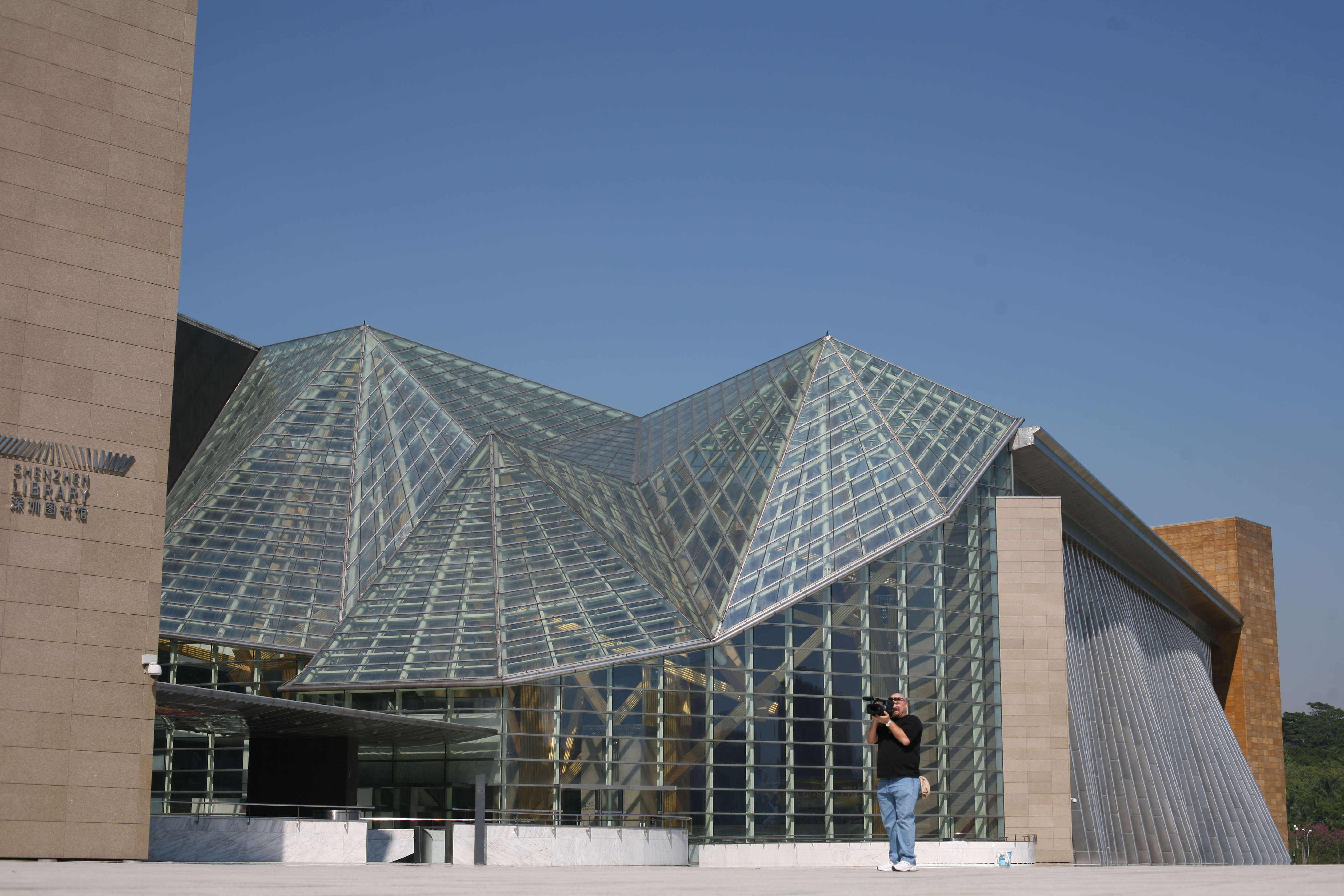
Phòng Hòa nhạc Thâm Quyến ở thành phố Thâm Quyến.

Phòng Hòa nhạc Thâm Quyến là phòng hòa nhạc ở quận Phúc Điền, thành phố Thâm Quyến, tỉnh Quảng Đông, Trung Quốc.

## Lịch sử
Chính quyền thành phố Thâm Quyến đã tài trợ cho công trình này. Gần 160.000 người đã tham dự buổi biểu diễn ở đó vào năm 2017.
Isozaki Arata và Associated đã xây dựng công trình này vào năm 2008.